# Co z nami będzie (singel Dawida Kwiatkowskiego)
Co z nami będzie – singel polskiego piosenkarza Dawida Kwiatkowskiego z jego siódmego albumu studyjnego, zatytułowanego Dawid Kwiatkowski. Singel został wydany 23 czerwca 2022.
Kompozycja znalazła się na 21. miejscu listy OLiA, najczęściej odtwarzanych utworów w polskich rozgłośniach radiowych. 

## Geneza utworu i historia wydania
Utwór napisali i skomponowali Dawid Kwiatkowski, Dominik Buczkowski, Małgorzata Uściłowska i Patryk Kumór.
Singel ukazał się w formacie digital download 23 czerwca 2022 w Polsce za pośrednictwem wytwórni płytowej Warner Music Poland. Kompozycja została umieszczona na siódmym albumie studyjnym Dawida Kwiatkowskiego – Dawid Kwiatkowski.

## „Co z nami będzie” w stacjach radiowych
Nagranie było notowane na 21. miejscu w zestawieniu OLiA, najczęściej odtwarzanych utworów w polskich rozgłośniach radiowych.

## Teledysk
Do utworu powstał teledysk, który udostępniono w dniu premiery singla za pośrednictwem serwisu YouTube.

## Lista utworów
- Digital download[3]

1. „Co z nami będzie” – 3:29

## Notowania

### Pozycje na listach airplay
| Kraj   | Lista             | Najwyższa pozycja |
| ------ | ----------------- | ----------------- |
| Polska | OLiA              | 21                |
| Polska | AirPlay – Nowości | 5                 |